# Cale Group
Cale Group es un holding de inversión argentino. Sus empresas participan en industrias como la infraestructura, la instalación de parques solares, la salud, transporte ferroviario, agroindustria, textil, servicios de mantenimiento y medios de comunicación.

## Historia
El fundador y CEO del grupo es Augusto Marini. Su padre, Omar Marini, fue el fundador de la empresa productora de alimento para mascotas Agroindustrias Baires, compañía que vendió en 2011. Tras esto, en 2016, fundaron la empresa Marini & Cía, empresa dedicada al mismo rubro ubicada en el polo industrial Ezeiza.
Augusto Marini fundó en 2007 la empresa de construcción e infraestructura Obrica S.A. En 2013 creó Cale Group como holding que unificaría las empresas de la familia. 
En 2017 fundó la división de servicios del grupo (Cale Servicios S.A.), dedicada a los servicios de mantenimiento y limpieza a empresas y parques públicos, y de industria textil (Cale Urbano S.A.). En 2018 creó Alegramed, una plataforma de atención médica virtual que brinda el servicio de turnos médicos, consultas médicas virtuales, y recetas electrónicas, contratada por la fundación Parque de la Salud de la provincia de Misiones para la atención y seguimiento de pacientes de la provincia de manera gratuita y para la administración de vacunas contra el dengue. En ese mismo año creó René Energy, una empresa de construcción, mantenimiento y operación de parques solares con presencia en el país y España.
Tiempo después adquirió la marca de estaciones de servicios Eg3 a Pampa Energía, la cual tuvo una época de auge en los años 90s pero que al momento de la adquisición ya no contaba con estaciones de servicio.
En 2023 adquirió las operaciones de TMH Argentina que consistían en 9 talleres de mantenimiento y reparación de locomotoras y vagones de trenes de cargas y pasajeros, bajo la marca Motora Argentina. En ese mismo año, el grupo desembarcó en la industria del streaming a través de la participación en la creación del canal Blender y meses más tarde del canal Carajo, de claro tinte partidario del gobierno de Javier Milei, a diferencia del primer canal. En 2025, el grupo se hizo de la mayoría accionaria en ambos canales tras la compra de sus acciones a Mediahub.